# World on Fire (canción de Daughtry)
«World on Fire» es una canción de la banda de rock estadounidense Daughtry, lanzado a través de Dogtree Records el 13 de agosto de 2020 como el primer sencillo de su sexto álbum de estudio Dearly Beloved (2021).

## Composición y letra
"World on Fire" es una canción escrita por Chris Daughtry. La canción trata sobre la pandemia de COVID-19, las protestas de George Floyd y los incendios forestales durante la temporada de incendios forestales en Australia 2019-20, y cómo todo el mundo y el año 2020 estaban en llamas.

## Posicionamiento en lista
| Lista (2021)                | Posición |
| --------------------------- | -------- |
| US Rock Airplay (Billboard) | 47       |